# Partido da Liberdade e da Justiça
O Partido da Liberdade e Justiça (PLJ; em árabe: حزب الحرية والعدالة, romanizado: Ḥizb al-Ḥurriyyah wa-l-ʿAdālah) é um partido político islamista egípcio. O ex-presidente do partido, Mohamed Morsi, venceu a eleição presidencial de 2012, e nas eleições parlamentares de 2011, o partido ganhou mais assentos do que qualquer outro partido. É nominalmente independente, mas tem fortes ligações com a Irmandade Muçulmana do Egito, o maior grupo político do Egito. O partido foi banido e dissolvido em 2014; no entanto, continua a funcionar clandestinamente.
As eleições parlamentares egípcias de 2011-12 resultaram no PLJ ganhando 47,2% de todos os assentos na câmara baixa do parlamento do país, com os partidos islamistas al Nour e al Wasat ganhando 24,7% e 2%, respectivamente. Tanto o PLJ quanto o Partido Salafista Al Nour negaram intenções de unificação política.
O PLJ originalmente declarou que não apresentaria um candidato para a eleição presidencial egípcia de 2012, mas acabou por fazê-lo, primeiro lançando o líder da Irmandade Muçulmana Khairat al-Shater, e depois, após sua desqualificação, lançando Morsi. A Irmandade Muçulmana foi declarada um grupo terrorista pelo governo interino, deixando o status do PLJ incerto. Em 15 de abril de 2014, o Tribunal de Assuntos Urgentes de Alexandria proibiu membros atuais e antigos da Irmandade Muçulmana de concorrerem nas eleições parlamentares. Em 9 de agosto de 2014, o Supremo Tribunal Administrativo ordenou a dissolução do Partido da Liberdade e Justiça da Irmandade Muçulmana e a liquidação de seus ativos.

## Trajetória política
Na eleição parlamentar de 2011–12, o FJP obteve uma vitória eleitoral ao conquistar 37,5% dos votos válidos e eleger 235 das 508 cadeiras do Parlamento do Egito, não alcançando, no entanto, a maioria absoluta. Dessa forma, o partido precisou compor politicamente com outros partidos ideologicamente próximos, como o Ḥizb al-Nūr (em português, Partido da Luz) e o Hizb al-Wasat (em português, Partido do Centro), que obtiveram 27,8% (107 cadeiras) e 3,7% dos votos (10 cadeiras), respectivamente, para formar um bloco parlamentar majoritário denominado Aliança Democrática pelo Egito.
Apesar de formarem tal bloco parlamentar, tanto o FJP quanto o Al-Nür negaram quaisquer rumores de fusão partidária entre ambos. Além disso, a FJP declarou que não iria lançar candidato algum para disputar a eleição presidencial de 2012. Entretanto, acabou mudou de posição e lançou oficialmente a candidatura de Mohamed Morsi após Khairat al-Shater, candidato do Al-Nūr , ter sua candidatura indeferida pela Suprema Corte Constitucional do país. Morsi viria a eleger-se presidente do Egito após vencer em segundo turno por estreita margem o candidato independente Ahmed Shafiq, obtendo 13 230 131 votos, o que correspondeu a 51,7% dos votos válidos.

## Governo Morsi
Após a posse de Morsi e formação do gabinete do primeiro-ministro Hesham Qandil, empossado em 2 de agosto de 2012, o FJP tornou-se o maior partido do governo, assumindo 5 ministérios: Habitação e Desenvolvimento Urbano, Educação, Trabalho e Imigração, Comunicação Social e Juventude. Em 27 de agosto, Morsi nomeou 21 conselheiros e assessores, dentre eles três mulheres e dois cristãos e um grande número de figuras de tendência islâmica, além dos 26 governadores estaduais, sendo estes últimos todos eles filiados ao FJP.
Em 5 de janeiro de 2023, 10 ministros foram substituídos, levando a um aumento do número de membros do FJP no gabinete ministerial em detrimento das indicações políticas do Al-Nūr e do Al-Wasat. Após a remodelação, o FJP passou a controlar os seguintes ministérios: Finanças, Interior, Desenvolvimento Local, Assuntos Jurídicos e Parlamentares, Energia, Aviação Civil, Transportes, Meio Ambiente, Abastecimento e Comunicação Social. Em 7 de maio, uma nova remodelação do gabinete ministerial fez aumentar o número de ministros filiados ao FJP chegar a 12. Os ministérios remodelados foram os seguintes: Justiça, Assuntos Parlamentares, Petróleos, Antiguidades, Agricultura, Finanças, Planejamento e Cooperação Internacional, Cultura e Investimento.

## Golpe de Estado e dissolução
Diante da incapacidade manifestada pelo governo em promover medidas de estímulo ao crescimento econômico, os índices de popularidade de Morsi começaram a cair. Em 30 de junho, grandes manifestações populares foram realizadas em todo o Egito pedindo sua renúncia do cargo. Simultaneamente a essas manifestações, seus apoiadores também realizaram manifestações em outras partes do Cairo. A crescente insatisfação popular levou as Forças Armadas, lideradas pelo marechal Abdul Fatah Al-Sisi a promoverem um golpe de Estado, destituindo Morsi e nomeando o presidente do Supremo Tribunal Constitucional, Adly Mansour, como presidente interino. Ministros da FJP renunciaram ou foram igualmente depostos pelos militares.
Um tribunal de apelações egípcio endossou um veredicto que exonerou o primeiro-ministro Hesham Qandil de suas funções e o sentenciou a um 1 ano de prisão por descumprimento de ordens legais. Os protestos que se seguiram a favor de Morsi e contra os militares duraram mais de 1 ano, porém ao final acabaram violentamente reprimidos pelas forças de segurança e acarretaram na dissolução oficial do partido em 9 de agosto de 2014 após decisão da Suprema Corte Constitucional.

## Resultados eleitorais

### Eleições presidenciais
| Ano  | Candidato     | 1º turno  | 1º turno | 1º turno | 2º turno   | 2º turno | 2º turno |
| Ano  | Candidato     | Votos     | %        | Col.     | Votos      | %        | Col.     |
| ---- | ------------- | --------- | -------- | -------- | ---------- | -------- | -------- |
| 2012 | Mohamed Morsi | 5 764 952 | 24,8     | 1.º      | 13 230 131 | 51,7     | 1.º      |

### Eleições legislativas
| Data    | Votos      | %    | Col. | Deputados | Status  |
| ------- | ---------- | ---- | ---- | --------- | ------- |
| 2011–12 | 10 138 134 | 37,5 | 1.º  | 235 / 508 | Governo |